# Basingstoke
Basingstoke este un oraș în comitatul Hampshire, regiunea South East England, Anglia. Orașul se află în districtul Basingstoke and Deane a cărui reședință este.

## Personalități născute aici
- Tom Cleverley (n. 1989), fotbalist.